# Calumma hafahafa
Calumma hafahafa е вид влечуго от семейство Хамелеонови (Chamaeleonidae). Видът е критично застрашен от изчезване.

## Разпространение
Разпространен е в Мадагаскар.